# Coeliopsis hyacinthosma
Coeliopsis hyacinthosma – gatunek roślin z monotypowego rodzaju Coeliopsis z rodziny storczykowatych (Orchidaceae). Rośliny występują w Kolumbii, Kostaryce, Ekwadorze, Panamie. Występuje w lasach na wysokościach 100–500 m n.p.m.

## Systematyka
Gatunek sklasyfikowany do podplemienia Coeliopsidinae w plemieniu Cymbidieae, podrodzina epidendronowe (Epidendroideae), rodzina storczykowate (Orchidaceae), rząd szparagowce (Asparagales) w obrębie roślin jednoliściennych.